# Бистриця (місто)

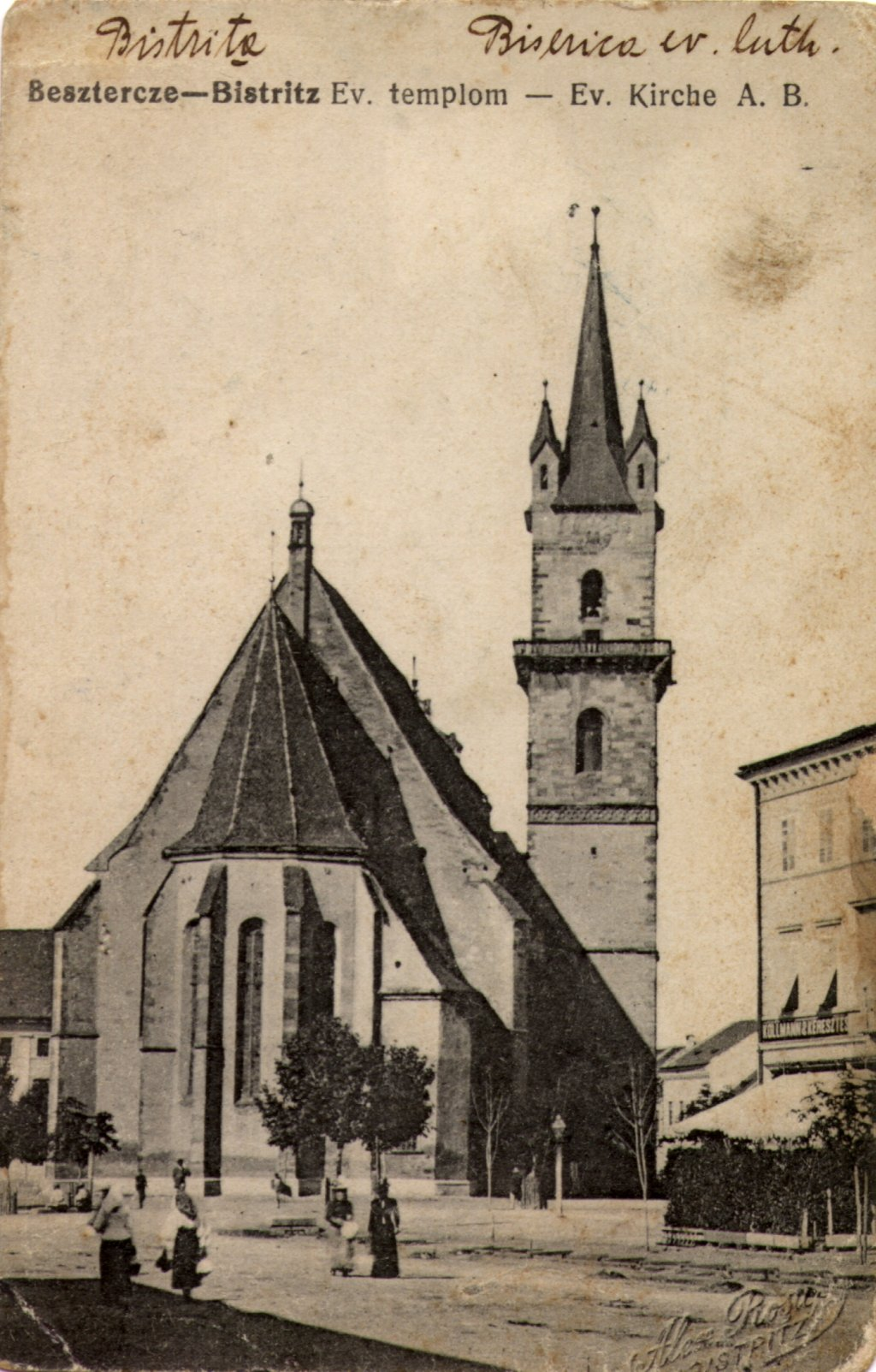
Лютеранська церква, мал. XVIII ст.

Би́стриця (рум. Bistriţa) — місто на півночі Румунії, у Трансильванії, на річці Бистриця (водостік Сомеша). Адміністративний центр повіту Бистриця-Несеуд. 86,1 тис. мешканців (2002).

## Господарство
- Харчова (новий завод молочних продуктів тощо).
- Меблева, шкіряно-взуттєва промисловість.
- Швейні, металообробні, керамічні підприємства.

## Архітектура
- Центральна площа з Лютеранською церквою (XIV ст.)
- спалена середньовічна фортеця.
- музей Бистриця-Насауд жудця з історичними знахідками.

## Відомі люди
- Арнольд Граффі — один із перших дослідників ракових захворювань.
- Андрей Мурешану — румунський поет та революційний діяч. Автор румунського національного гімну.
- Джордже Кошбук — румунський поет початку XX ст.
- Лівіу Ребрену — романіст, драматург.
- Аніта Хартіг (* 1983) — румунська оперна співачка.
- Габріела Сабо — олімпійська чемпіонка 2000 р. з легкої атлетики.

## Міста-побратими
- Безансон,  Франція
- Л'Аквіла,  Італія
- Зельона Гура,  Польща
- Колумбус,  США
- Герцогенрат,  Німеччина